# 지요촌
지요촌(千代村)은 나가노현 시모이나군에 있던 촌이다. 현재의 이다시에 해당한다.

## 역사
- 1875년 1월 12일 - 6촌이 합병해 지요촌이 성립하였다.
- 1889년 4월 1일 - 정촌제 시행에 의해 지요촌 외 1촌의 구역을 확장해 지요촌이 성립하였다.
- 1964년 3월 31일 - 이다시에 편입해, 동일 지요촌은 폐지되었다.

## 교통

### 철도
- 일본국유철도
  - 이다선

## 참고문헌
- 角川日本地名大辞典 20 長野県